# آبان ۱۳۸۶
آبان ۱۳۸۶، هشتمین ماه سال ۱۳۸۶ هجری خورشیدی است.
آغاز آن سه‌شنبه: ۱ آبان ۱۳۸۶ (۲۳ اکتبر ۲۰۰۷ میلادی) برابر ۱۱ شوال ۱۴۲۸ هجری قمری است. 